# CD-DA
CD-DA（Compact Disc Digital Audio）は、コンパクトディスク（CD）に、音楽などの音声データ（デジタルデータ）を記録する規格である。
CD開発に伴って、1980年にフィリップスとソニーによって規格化され、1982年10月1日に世界初の商用ソフトとしてビリー・ジョエルのアルバム『ニューヨーク52番街』が発売された。これは一般消費者向けの音楽供給媒体として実用化されたデジタルオーディオとしても世界初である。なお、単に「CD」と言う場合、その殆どはこの項目で説明するCD-DAの規格に沿った光ディスク、またその光ディスクを媒体とする音楽ソフトそのものを指す。
普及価格帯のプレーヤーでもノイズとワウフラッターがない明瞭な再生音を実現できるため、Hi-Fiを一般化した。従来のアナログオーディオと比較して、CD-DAはほとんどメンテナンスフリーかつ媒体をプレーヤーに配置するだけで再生でき、ワウフラッターとノイズが無く、人間の可聴帯域（大体20Hz～20000Hzの帯域）の音声の記録と再生に対応したオーディオ規格となっている。ディスクの大きさが最大12cmで、磁気テープと違いプレーヤーに複雑な機構を設ける必要もないため、プレーヤーの小型化やコストダウンも容易になっている。このような利便性の高さから、アナログレコードに代わって急速に普及し、世界標準の音楽供給媒体になり、後のデジタルオーディオシステムにも影響を与えた（44.1kHz/16bitがロスレス音楽配信の標準解像度になるなど）。音楽市場では、ハイレゾが登場した後も、CD-DA相当で必要十分の音質が確保できると見なされている。
CD-DA規格制定当時は、ディスクに記録されたデジタルデータをコピー（リッピング）する手段がなかった。しかし1990年代のWindowsパソコン普及後にバックアップツールが登場したうえ、CD-DAにはSCMSフラグ以外の著作権保護機能が存在しないことから、コピーを無制限に行えることが問題視された。
この対策として、2000年代からコピーコントロールCD（CCCD）と呼ばれるコピーガードを搭載したディスクなどが登場するが、エラーが多発して音質が低下したり、一部のプレーヤーでは再生自体ができないか故障の原因になるなどの弊害が発生したとされる。またコピーガードを搭載したことで、CD-DAの仕様から逸脱したため、ディスクにはCD-DAのロゴマークを付与することができなかった。これらの問題から、CCCDは登場から2年半ほどで市場から撤退し始めた。
一方で音質向上の観点から、プレーヤーのアップサンプリング技術の強化（主にDACのデジタルローパスフィルタの精度向上や倍音復元機能の搭載）が行われた。アップサンプリング技術が強化されたプレーヤーを活用すると、CD発売当初の技術水準では再生することが不可能な微かな音を再生することができるようになり、古いCD作品であっても空気感を含めた生々しい音を感じ取ることができるようになる。また、CD-DAの仕様範囲内の「高音質CD」と呼ばれる製品が登場したり、ハイレゾなどの音質向上技術が採用された音楽CD（MQA-CDなど）も開発されている。最も普及した標準規格であるため、既存作品の疑似ハイレゾ化については積極的な技術開発が行われている。

こうしてCD-DAは登場以来、40年以上にわたり音声コンテンツを供給する規格として利用され続けている。しかし、生産量は12cmCDアルバムに関しては、1998年の3億291万3千枚をピークに減少している。そしてインターネットを介して利用する音楽配信サービスが普及するに伴い、CDの市場は縮小し続けている。

## 仕様
規格書「レッドブック」によりライセンスされているが、これは表紙の色が赤であったことに由来する。レッドブックは機密文書のため契約者以外には公開されないが、IEC-60908 Audio recording - Compact disc digital audio systemで標準化されている。
コピーガードが掛けられていたり、DTS-CD等のサラウンドデータが収録されている場合を除いて、CD-DAの本体およびパッケージには、「compact disc digital audio」ロゴが付いている。
主な仕様は下記である。他にも詳細な規定がある。
- データ形式 - リニアPCM
- サンプリング周波数 - 44.1 kHz
- ビットレート - 1411.2 kbps
- 量子化ビット数（ビット深度） - 16 bit signed integer
- チャンネル数 - 2.0 chステレオ
- スピンドル穴直径 - 15 mm
- プログラムエリア内周 - 25 mm
- プログラムエリア外周 - 58 mm

CD-DAは最大99のトラックを納めることが可能であり、各トラックには最大99のインデックスを付与することが可能となっている。

### サブチャンネル
各セクターには2352バイト（24×98）のオーディオ・データ、及び96バイトのサブチャンネル・データが配される。
各セクターの96バイトのサブチャンネル情報には各24バイトのパケットが4つ配される。内容は1バイトのコマンド、1バイトのインストラクション、2バイトのパリティQ、16バイトのデータ、4バイトのパリティPである。
96のサブチャンネル・データの各バイトは8ビットにわけて考えられる。その各ビットは、それぞれ別個のデータ・ストリームに対応している。これらのストリームは“チャンネル”と呼ばれ、Pから始まるラベルを付されている。
| Channel | P | Q | R | S | T | U | V | W |
| Bit     | 7 | 6 | 5 | 4 | 3 | 2 | 1 | 0 |

チャンネルP及びQは通常のオーディオCDではタイミング情報の為に用いられる。これらはCDプレーヤがディスク内での現在位置を追跡するのを補助し、同時にCDプレーヤの時間表示の為の情報にも供される。
チャンネルQは、より高性能なプレーヤの制御目的で使われる。MCNやISRCを含む。ISRCはメディア産業で用いられ、他に含まれる情報として、オリジナル盤の国、発売年、権利者、そしてシリアル・ナンバー、及び以下の様ないくつかの追加タグがある。
データこのトラックは（オーディオよりも）データを含む。オーディオCDプレーヤをミュートさせる為に用いる事が可能。
SCMSフラグトラックのデジタル・コピーに関する権限を示すSCMSの為に使用される。ただし、トラックが暗号化される訳ではないので、SCMSフラグの設定値を意図的に無視してリッピングを行う事も可能である（特にPC用のリッピングツールの場合）。
4チャンネルCDこのトラックは4チャンネル・オーディオを用いる。CDに於いては使われる事が無かった。

#### プリエンファシス
トラックのプリエンファシス有無を示す為に使用される。フラグはTOCと各トラックのサブコードで立てられる。再生機はプリエンファシスフラグを読み取ることでディエンファシス処理を施すかどうかを決定する。TOCかサブコードのどちらか片方のみにプリエンファシスフラグが立っているCDも存在するが、パソコン等の再生環境に依っては正しく判定できない問題が発生し得る。CD黎明期に多く用いられたが、段々と利用されなくなった。
チャンネルRからWはユーザーデータを格納する為の領域としている。曲名などを書き込むCD-TEXTや、画像を格納するCD+G、MIDIを格納するCD-MIDIなどの規格が存在する。

### 回転速度
それまでのレコードでは一定回転（角速度一定）により外周から内周に向けて記録信号を読み出していたのに対し、CD-DAでは逆に内周から外周に向け回転速度は落ちて行き、線速度一定で読み出される（CLV）。線速度は規格により1.2から1.4 m/sと定められている。これにはデータの先頭位置である最内周で最低459 rpm、最外周で最低198 rpmの回転数が必要となる。

### データ転送速度
音楽CD（CD-DA形式）のデータの転送速度は等倍速で1倍速（1.2 Mbps=150 kiB/s）であり、この1倍を基準として、転送速度を表すのに「○倍速」という言い方をする。最大記録時間は640 MBのディスクで約72分、650 MBのディスクで約74分、700 MBのディスクで約80分となる。ただし規格上は97分まで可能。

### 記録性能
規格策定当時に業務用途のデジタル録音で使われていたPCMプロセッサーと同等の記録性能を持つ。

#### ビット深度とダイナミックレンジ
16 bitというビット深度は計算上96 dBのダイナミックレンジを持つ。規格策定時、フィリップスが実現の容易な14 bit（計算上84 dBのダイナミックレンジ）を提示したが、ソニー（特に土井利忠）が21世紀においても通用するシステムとするべく少々無理をする必要がある16 bitを強く主張し続けて採用された経緯がある。ただし、16 bitというビット深度が持つ96 dBのダイナミックレンジは、マイクが持つダイナミックレンジである100～130 dB程度と比較するとやや不足している。

#### サンプリング周波数と音の周波数
概ね20 kHz前後の周波数まで記録出来る。これは標本化定理によるものである。リニアPCMは理論上サンプリング周波数の2分の1までの周波数の音を標本化可能であるため、CD-DAのサンプリング周波数44,100 Hzの半分の値である22,050 Hzが記録可能な周波数の上限値となる。この値を超える周波数帯は折り返し雑音となるため、通常は録音から音楽CDが作られるまでの間にフィルターが掛けられる。そのため22,050 Hzより高い周波数、フィルターのカットオフ周波数の領域はカット・減衰され記録されていない。ちなみにサンプリング周波数が44.1 kHzという一見中途半端な値であるのは初期のデジタル録音にVTRを流用していたことに起因する。CDの開発当時はリニアスキャン方式の音声用テープにデジタル記録することが記録密度の不足により不可能であったため、PCMプロセッサーで映像信号に変換してヘリカルスキャン方式のビデオテープに記録する事が多かった。

## 音楽CDの種別
音楽CDとして流通するディスクの大部分はCD-DAであるが、一部例外もある。CD EXTRA (CD-DA+) はCD-DAに後方互換性があり、CD-DA用のプレーヤー（CDプレーヤー）やPCのCDドライブで再生可能である。また、リッピングを防ぐため独自規格としたコピーコントロールCD (CCCD) やセキュアCD（ライセンスを逸脱した製品のため、厳密には「CD」とは呼べない）は、オーディオメーカーやPCメーカーでは動作保証外としており、一部のCD-DA用プレーヤーやPCのCDドライブでは再生不可能である（最悪の場合は機器が破損することもある）。詳細はコピーコントロールCD#問題点を参照。
また、時代が進むにつれて、CD-DAの枠を超えた高音質がCD-DAの仕様を逸脱しない範囲で実現できるように、様々な量子化ノイズ整形技術やデータ圧縮技術が投入されている。最先端では、MQA-CDのハイレゾデータの隠しコード化技術がある。ただし、隠しコードのハイレゾデータを利用するためには専用デコーダーを通す必要がある。
規格内
通常のCD
SPARS（The Society of Professional Audio Recording Studios）コード
デジタル機器が高価で普及していない1980年代にはコストの問題でアナログレコード用マスターテープを流用するケースが多々あり、制作工程がデジタル処理かアナログ処理かという違いも散見された。制作工程を区別する手段として、Society of Professional Audio Recording Servicesが定めたSPARSコードがあり、デジタル処理は「D」、アナログ処理は「A」の表記でレコーディング，ミキシング，マスタリングの順に「AAD」，「ADD」，「DAD」，「DDD」と音楽CDに明記される。デジタル環境への移行が完了した1990年代以降の音楽CDは新作の場合「DDD」で制作されることが普通で、SPARSコードが明記されていない音楽CDがほとんどであるが、フルデジタル処理が当たり前の時代にオーディオマニア向けとして敢えてアナログ処理の工程を採用して明記する場合もある。
高音質CD
これらはいずれも既存のCDプレーヤー、PCのCDドライブで再生できる。PCではリッピングも可能で、リッピングした場合は理論上どのような工夫が施されたCDであっても音声データは同じとなる。あくまでもCD-DAの規格内で主にダイナミックレンジの拡張に着目して微修正を加えただけであり、高音質という役割は後のハイレゾリューションオーディオに取って代わられている（下記一覧にあるMQA-CDはどちらかと言えばMQAという様々な流通形態を想定したハイレゾ規格の1形態である）。
エンコードの改良
CD-DAが持つビット深度の16 bitから単純計算される96 dBより広いダイナミックレンジを、ノイズシェーピングやディザやコンパンダの原理を駆使して16 bitデータに落とし込み、標準的なCDプレイヤーが搭載する44.1kHz/16bitのDACに最適化して効果が得られるようにした方法が中心であったが、エンコード技術の進歩やCDプレイヤーのDAC周りの機能拡張によってハイレゾデータ自体をCD-DAの枠内に下位互換性を持たせた形で記録/再生可能とした規格も現れている。
- Super Bit Mapping - 1992年にソニーが開発。CD-DAなど16 bitデジタルオーディオの高音質化技術の先駆けとなった。20 bitのデジタル音源を16 bitに変換する際ディザを使わない代わりにノイズシェーピングを用い、中低域の量子化ノイズをエネルギー密度が低くなる高域に集中させることで聴感上のダイナミックレンジを拡張する。
- 20bit K2スーパーコーディング -  JVCケンウッド・ビクターエンタテインメントが開発。1993年に実用化され、20 bit相当のダイナミックレンジをディザによって16 bitデータに織り込んだCDにマークが記載された。
- Extended Resolution Compact Disc (XRCD) - JVCケンウッド・ビクターエンタテインメントが開発。一時期を除いてあまり生産されなくなった。
- HRカッティング - 2011年にJVCケンウッド・クリエイティブメディアが開発。HRはハイレゾリューションの略。K2技術を応用し、176.4kHz/24bitのWAVないしAIFFマスターを、プレス工場にて「音楽エネルギーを等価変換しながら」カッティングする技術。後述のSHM-CDと組み合わせることも可能である。
- HDCD - 音声データの最下位ビット（普通では聴き取れない最小振幅を表すビット）に隠しコードが埋め込まれており、対応プレーヤーでは隠しコードを読み取って適応型ローパスフィルターやディザ、プリエンファシスや波形のピーク拡張（ある種のコンパンディング）のオプション機能を適用して音質が向上できる。HDCDはCD-DAの16bitデータに対して様々な処理を加えてダイナミックレンジや位相特性を改善する技術であって、20bit - 24bitのデータをCD-DAにエンコードする技術ではない。HDCDに対応しない一般的なプレーヤーでは隠しコードは聞き取れない程度の微小ノイズとして再生される。
- MQA-CD - ハイレゾデータの20 kHzを超える周波数成分をCD-DAの下位ビット（主にLSBを含む下位数ビット）に隠しコードとしてエンコードしたCD。CD-DAの改良というよりもMQAというハイレゾ規格の1形態であり、従来のCD-DAでは不可能な20 kHzを超える超高音域も専用のデコーダーを通すことで下位ビットの隠しコードから元通りに展開することが可能になった。公式にはCD-DAで記録可能な可聴帯域に超高音域を折り畳む圧縮技術を『オーディオ折り紙』と呼んでいる。20 kHzより高い周波数成分の振幅が小さく、CD-DAの下位ビットだけでも劣化させずに記録可能であることを仮定しており、従来のCD-DAと同じデータサイズで、352.8 kHz/24 bitのマスターからのデータも劣化させずに記録可能としている。データサイズを抑えて様々な環境への負荷を減らした上で、音のにじみを生むプリーエコーやポストエコーを人間の知覚限界に迫る水準まで抑えながら、ハイレゾマスターの音を消費者に届けるシステムとしてMQAが作られており、その一部として配信用のMQAエンコード済みファイルや、CD-DAにMQAエンコードを行ったMQA-CDという製品が想定されている。MQAデコーダー無しでCD-DAとして再生した場合にはハイレゾデータがエンコードされた下位ビットがノイズとして再生されるため、有効ビット深度が14 bit程度に落ちるというデメリットが生じる。

素材の改良
CDプレイヤーで読み取りやすい素材に変更することで、ジッターなどの性能を向上させて音質を向上させる。より良質な素材への変更となるため、販売価格は高くなる傾向にある。なお、リッピングしてデータ化する場合はCDの読み取り精度は関係なくなるため、純粋にCDプレイヤーにおける再生を目的とした改良となる。
- APO-CD - ポニーキャニオンが主導。アモルファス・ポリオレフィンを素材としたCD。
- GOLD CD - アルミニウムの代わりに金を反射材として蒸着したCD。アルミニウムと比べて金は金属の粒子が細かいため、読み取りレーザーの反射時の波形歪が少なく、金自体も極めて腐食しにくいという特長がある。
- スーパー・ハイ・マテリアルCD (SHM-CD) - ユニバーサルミュージックが主導。液晶パネル用のポリカーボネートを素材として採用。
- ハイ・クオリティCD (HQCD)  - ポニーキャニオンが主導。SHM-CDに類似する。
- ブルースペックCD (Blu-Spec CD、BSCD) - ソニー・ミュージックエンタテインメントが主導。ブルーレイディスクの技術を応用し、再生時のノイズを低減。

後方互換
- CD EXTRA (CD-DA+) - CD-DA規格の音楽データと、PCで表示できるデータを1枚に収録できる。2000年代初頭まで製造され、音楽CDの付録として特典映像やコンピュータ・プログラムなどを収録することが多かったが、DVDを付けることが増えたため衰退した。

互換のない別規格
- Super Audio CD（SACD） -「次世代CD規格」と呼ばれるが、CD-DAが採用したPCMとは根本的に異なる記録原理であるDSDを採用した規格であり、物理的な構造はDVDに近い。通常のCDと互換性はなく、コピーガードを採用している。PCでは再生できない。ただし、SACD層とCD-DA層を設けたハイブリッド盤は発売されている。同じくCD-DAの次世代と目された規格にはDVD-Audioという規格が存在する。

規格外
下記は「レッドブック」の規格から逸脱した仕様を持つ製品のため、厳密には「CD」とは呼べない。
- コピーコントロールCD (CCCD) - リッピング防止のため意図的にエラーを仕込んだ規格外の製品であり、様々な問題から2006年までに衰退した。
- セキュアCD - 2005年から2006年まで流通した新規格のコピーコントロールCD。東芝EMIが開発したが、短期間で消滅した。

## ゲームソフトのBGM用途
かつてパソコン用や家庭用ゲーム機用ゲームソフトの媒体がCD-ROMであった時代には、BGMをCD-DAで収録している作品（ミックスモードCD）もあった。BGM演奏にCD-DAが採用された理由としては、当時のパソコンや家庭用ゲーム機に搭載されていた内蔵音源よりも高音質だったためである。
こうした作品は1980年代末期以降から登場するようになり、一時は広く用いられたものの、以下の理由などにより次第に少なくなった。
- ゲーム中はゲームディスクが必要となる。
- 1枚のディスクにゲームプログラムとCD-DAデータの両方を入れる必要がある。ただしこれは利点でもあり、一種のコピープロテクトとなりソフトの不正コピー対策として一定の効果があり、不正コピーを試みる悪質消費者から忌避された。
- CDはほぼ容量の存在しない「.cda」拡張子のファイルを閲覧する際に見えない領域のデータから音源を取得する仕組みであるため、CD-DAの音源はPC上から直接視認できない。
- 音楽データとして収録する場合よりもCDの容量を大きく取る。
- 仕様上の最大収録時間の関係から、比較的短時間しかBGMを収録できない[注釈 6]。

家庭用ゲーム機のソフト供給媒体がDVD-ROMに移行したこと、内蔵音源性能やプロテクト技術の向上、音楽データ圧縮規格の普及などにより、2000年代以降はゲームソフトのBGM演奏にCD-DAが使用されることは少なくなった。